# Robert Vrečer
Robert Vrečer (Celje (Joegoslavië), 8 oktober 1980) is een Sloveens voormalig wielrenner. 

## Carrière
Vrečer begon zijn loopbaan als mountainbiker en werd daarin Sloveens kampioen in 2004. Zijn carrière op de weg begon in 2006 bij de Sloveense Continentale wielerploeg Radenska Powerbar. In 2008 haalde hij een aantal  zeges in eendagswedstrijden. In 2010 brak hij door als etappewinnaar en eindwinnaar in enkele etappewedstrijden, zoals de Ronde van Slowakije en de Istrian Spring Trophy. In het seizoen 2013 reed hij voor het Baskische team Euskaltel-Euskadi, en in 2014 ging hij rijden voor Team Vorarlberg.

## Erelijst

### Mountainbike
2004
- Sloveens kampioen mountainbiken

### Weg
2008
- Cronoscalata Gardone V.T.
- Giro del Medio Brenta
- GP Ljubljana-Zagreb
- Ronde van Vojvodina I
- Trofeo G. Bianchin

2009
- GP Zagreb-Ljubljana

2010
- Proloog en 2e etappe Istrian Spring Trophy
- Eindklassement Istrian Spring Trophy
- 4e en 5e etappe Ronde van Slowakije
- Eindklassement Ronde van Slowakije
- Trofeo G. Bianchin

2011
- Proloog en 2e etappe Istrian Spring Trophy
- Eindklassement Istrian Spring Trophy
- 2e etappe Szlakiem Grodòw Piastowskich
- Eindklassement Szlakiem Grodòw Piastowskich
- Proloog Ronde van Slovenië

2012
- 3e etappe Ronde van Loir-et-Cher
- 1e etappe Ronde van Griekenland
- Eindklassement Ronde van Griekenland
- Sloveens kampioen individuele tijdrit op de weg, Elite
- 1e etappe Ronde van Opper-Oostenrijk
- Eindklassement Ronde van Opper-Oostenrijk

2013
- Bergklassement en tussensprintklassement Ronde van Zwitserland

## Grote rondes
| Jaar | Ronde van Italië | Ronde van Frankrijk | Ronde van Spanje |
| ---- | ---------------- | ------------------- | ---------------- |
| 2013 | 92e              |                     |                  |

Bole · Cujnik · Fajt · Gnezda · Jarc · Kump · Murn · Nose · Signego · Svab · Vrečer · Zagar · Zrimšek
Aberasturi ·
Antón ·
Astarloza ·
Azanza ·
Bilbao ·
Bravo ·
Chaoufi (tot 12/08) ·
García ·
G. Izagirre ·
J. Izagirre ·
Kocjan ·
Landa ·
Lobato ·
Martínez ·
Mestre ·
Mínguez ·
Nieve ·
Oroz ·
Pérez ·
Radochla ·
Sáez de Arregui ·
Sánchez ·
Schulze ·
Serebrjakov (tot 06/04) ·
Sicard ·
Tamouridis ·
Txurruka ·
Urtasun ·
Verdugo ·
Vrečer